# Thlypopsis
Thlypopsis és un gènere d'ocells de la família dels tràupids (Thraupidae).

## Llistat d'espècies
Segons la Classificació del Congrés Ornitològic Internacional (versió 14.2, 2024) aquest gènere està format per 8 espècies:
- Tàngara de cap canyella (Thlypopsis fulviceps Cabanis, 1851)
- Tàngara senzilla (Thlypopsis inornata Taczanowski, 1879)
- Tàngara de cap taronja (Thlypopsis sordida d'Orbigny & Lafresnaye, 1837)
- Tàngara de cap castany (Thlypopsis pyrrhocoma Burns, KJ, Unitt & Mason, NA, 2016)
- Tàngara cara-rovellada (Thlypopsis ruficeps d'Orbigny & Lafresnaye, 1837)
- Tàngara embridada (Thlypopsis superciliaris Lafresnaye, 1840)
- Tàngara de flancs taronges (Thlypopsis ornata Sclater, PL, 1859)
- Tàngara de flancs bruns (Thlypopsis pectoralis Taczanowski, 1854)